# Рендал Рей
Рендал Рей  (англ. L. Randall Wray, нар. 19 червня 1953)  – професор економіки в Бард-коледжі (штат Нью-Йорк), старший науковий співробітник Інституту економіки Леві. Окрім цього являється колишнім президентом Асоціації інституційної думки, входив до ради директорів Асоціації еволюційної економіки. Разом з Вільямом Мітчеллом з Університету Чарльза Дарвіна (Австралія), працював в якості співредактора Міжнародного журналу «International Journal of Environment, Workplace, and Employment».
З 1999 по 2016 рік – працював професором в Університеті Міссурі-Канзас-Сіті (США).
До UMKC викладав економіку в університеті Денвера (1987-1999 роки), а також Римському університеті, Паризькому й УНАМ в Мехіко. 
З 1994 по 1995 рік був стипендіатом Фулбрайта в Талліннському технічному університеті в Естонії. 
З 2015 року Рей є професором університету Бергамо (Італія).

## Освіта
Ступінь бакалавра містер Рей отримав у Тихоокеанському університеті, ступінь магістра та доктора з філософії - у Вашингтонському університеті в Сент-Луїсі (США).  

## Книги і публікації
Ще будучи студентом Вашингтонського університету в Сент-Луїсі, Рей активно вивчав монетарну теорію та політику, цікавився питаннями макроекономіки, фінансової нестабільності та політики зайнятості. Він є знаним прихильником сучасної грошово-кредитної теорії в макроекономіці.
Дещо пізніше Рендал Рей широко публікується в журналах та виступає автором ряду книг з економіки.
Велику популярність та пізнаваність Рендалу принесла книга 2012 року - «Modern Money Theory: A Primer on Macroeconomics for Sovereign Monetary Systems» (укр. «Сучасна теорія грошей»), у якій він висвітлює нове бачення процесу створення грошових систем. Головним питанням, яке піднімає автор - згубний вплив приховування справжніх джерел походження державних коштів на розвиток демократичного суспільства та забезпечення інтересів громадськості.
У 2017 році видання було перекладено та видано українською мовою видавництвом «Наш Формат» у серії ICU Business books. Презентація книги відбулася у березні 2018 року у Києві.
Також Рендал Рей – автор численних статей в наукових журналах, зокрема «Journal of Economic Issues», «Labour Relations Review», «Cambridge Journal of Economics» та ін.
Наразі займається дослідженнями щодо критики ортодоксальної грошово-кредитної теорії й політики. Широко публікується в періодиці з галузі політики повної зайнятості та податково-бюджетної політики. Разом з відомим американським економістом Дімітрі Пападімітріу (Dimitri B. Papadimitriou) працює над перевиданням роботи покійного фінансового економіста Гаймана П. Мінські та використовує його підхід для аналізу глобальної фінансової кризи.
Остання книга Рея: «Why Minsky matters: an introduction to the work of the Maverick economist» побачила світ у 2015 році (видавництво Принтстонського університету). Українською мовою книга вийшла у видавництві Наш формат у 2018 році під назвою "Я ж Вам казав! Сучасна економіка за Гайманом Мінськи" про економіста Гаймана Мінськи, всезагальне визнання до якого прийшло аж після світової фінансової кризи 2008 року.   
У той час як багато економістів почали бити на сполох щодо ймовірності настання світової кризи тільки на початку ХХІ ст., попередження американського економіста, послідовника ідей посткейнсіанства Гаймана Мінськи лунали ще на півстоліття раніше, а в його роботах викладена переконлива теорія фінансової нестабільності. Світове визнання Мінскі отримав задовго після смерті, про нього згадали наприкінці ХХстоліття, коли було введено в обіг термін, названий на його честь Minsky moment. А на повний голос про нього заговорили уже після останньої глобальної фінансової кризи. Рендал Рей наголошує, що правильно зрозумівши погляди Мінськи, можна не тільки передбачити наступну кризу, але й завчасно вжити необхідних заходів для попередження її настання.
Як пояснює автор, основна ідея Мінськи звучить наступним чином -- «стабільність дестабілізує»: момент, коли економіка досягає надійного та стабільного зростання, зумовлює більшу ймовірність краху. До фінансової кризи переважна кількість провідних економістів світу наводили занадто багато свідчень щодо стабільності економіки, але прогнози їхні виявились цілком помилковими, адже вони не врахували бачення Мінськи.
Одним із наукових пріоритетів Рендала Рея є створення альтернативного підходу до розгляду монетарної теорії грошей.

## Переклад українською
- Рендал Рей. Сучасна теорія грошей / пер. Анастасія Бузинник, Валентина Кальонова, Євгенія Гагаркіна, Олександр Вальчишен, Олександра Сосновська. - К.: Наш Формат, серія ICU Business books 2017. - с. 480. - ISBN 978-617-7513-80-2.